# Essie Washington
Essie Washington (geb. Kelley; * 12. Januar 1957) ist eine ehemalige US-amerikanische Mittelstreckenläuferin, die sich auf die 800-Meter-Distanz spezialisiert hatte und wegen ihrer Sprintstärke auch in der 4-mal-400-Meter-Staffel eingesetzt wurde.
Bei den Panamerikanischen Spielen 1979 in San Juan siegte sie über 800 m und mit der US-amerikanischen 4-mal-400-Meter-Stafette.
1987 wurde sie über 800 m Vierte bei den Panamerikanischen Spielen in Indianapolis Vierte und erreichte bei den Leichtathletik-Weltmeisterschaften in Rom das Halbfinale.
1979 und 1987 wurde sie US-Meisterin über 800 m.

## Persönliche Bestzeiten
- 400 m: 52,33 s, 30. Juli 1978, Colorado Springs
- 800 m: 1:59,07 min, 27. Juni 1987, San José